# Alaska artico

Mappa della regione artica: l'Alaska si trova in alto a sinistra, il Circolo polare artico è mostrato in blu

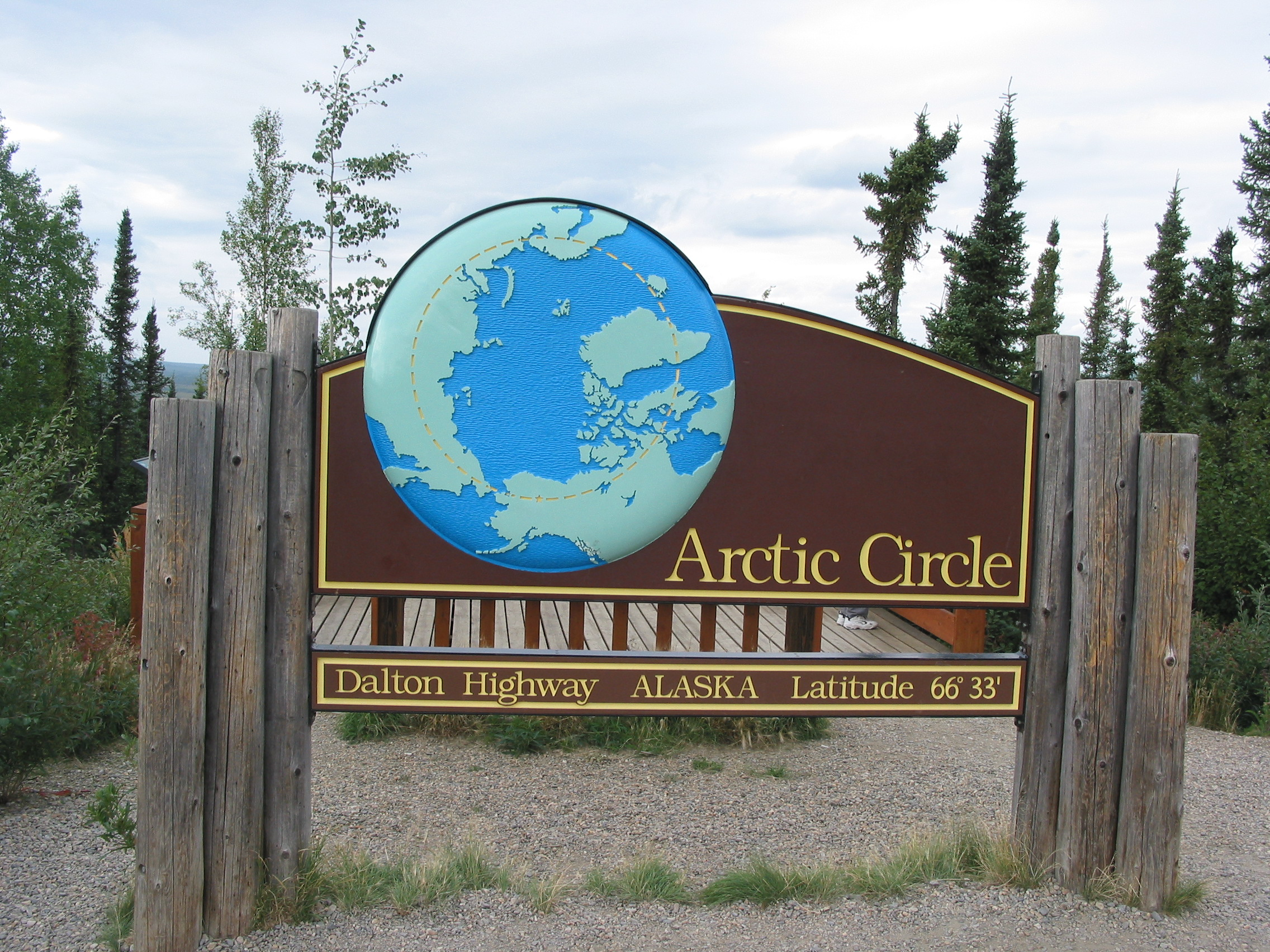
Cartello che indica il punto in cui la Dalton Highway attraversa il Circolo polare artico

L'Alaska artico (in inglese Arctic Alaska o Far North Alaska) è una regione dello stato dell'Alaska, Stati Uniti d'America, che in genere comprende i territori settentrionali prossimi all'Oceano Artico.

## Storia
In origine questi territori erano popolati da vari gruppi di nativi che vivevano di caccia e pesca, principalmente alla balena e al salmone.
Gli insediamenti moderni furono fondati sulla scia della corsa all'oro e, più tardi, per l'estrazione del petrolio.

## Geografia
Questa regione solitamente include il borough di North Slope, il borough di Northwest Arctic, la Census Area di Nome e, talvolta, include parti della Census Area di Yukon-Koyukuk.
Le città più importanti della regione sono Prudhoe Bay, Barrow, Kotzebue, Nome e Galena.  
La maggior parte di queste comunità non sono raggiunte da autostrade e sono quindi raggiungibili sono con aeroplani o motoslitte in condizioni meteorologiche buone.

## Ecologia
L'ecosistema è costituito in gran parte da tundra che ricopre le catene montuose e le pianure costiere, dove vivono orsi, lupi, pecore, buoi, renne e numerose specie di uccelli.
Infatti, la costa settentrionale è stata definita come l'ecoregione della tundra costiera artica.
Nell'Alaska artico vi sono anche le aree naturali dell'Arctic National Wildlife Refuge, delle Gates of the Arctic National Park and Preserve e la National Petroleum Reserve-Alaska.
In questa regione si verifica il fenomeno del Sole di mezzanotte in estate e della notte polare in inverno.